# Talismã
Talismã is een gemeente in de Braziliaanse deelstaat Tocantins. De gemeente telt 2.663 inwoners (schatting 2009).

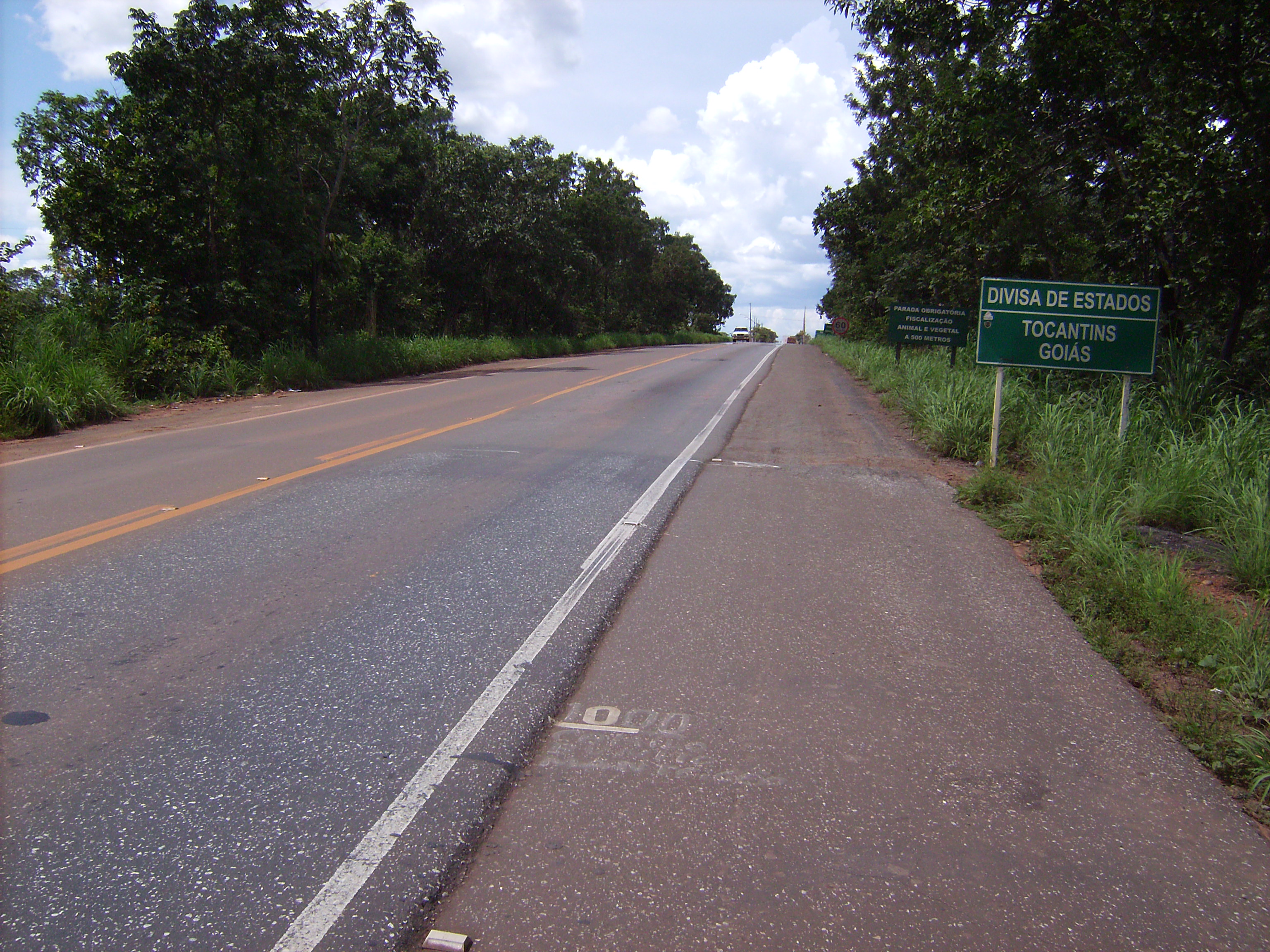
Autoweg BR-153 in de gemeente Talismã, dicht bij de grens met de deelstaat Goiás